# Gráfico log-log

Gráficos log-log de y = x (azul), y = x^{2} (verde), e y = x^{3} (vermelho).

Na ciência e engenharia, gráfico log-log ou papel gráfico di-log é uma maneira de visualização de dados que estão relacionados exponencialmente, sendo que tanto o eixo das abcissas quanto o eixo das ordenadas são expostos por uma escala logarítmica. Portanto, monômios – da forma {\displaystyle y=ax^{k}} – apresentam linhas retas neste tipo de gráfico com uma constante dependente da inclinação e intercepção da função.